# Puchar Narodów Afryki 1992
Puchar Narodów Afryki 1992 był 18 edycją Pucharu Narodów Afryki. Turniej odbył się w Senegalu. 12 drużyn rywalizowało w 4 grupach. Mistrzem pierwszy raz została reprezentacja Wybrzeża Kości Słoniowej, pokonując w finale po rzutach karnych Ghany 11:10.

## Stadiony
| Miasto     | Stadion                  | Liczba miejsc |
| ---------- | ------------------------ | ------------- |
| Dakar      | Stade Leopold Senghor    | 60 tys.       |
| Ziguinchor | Stade Aline Sitoe Diatta | 10 tys.       |

## Zespoły

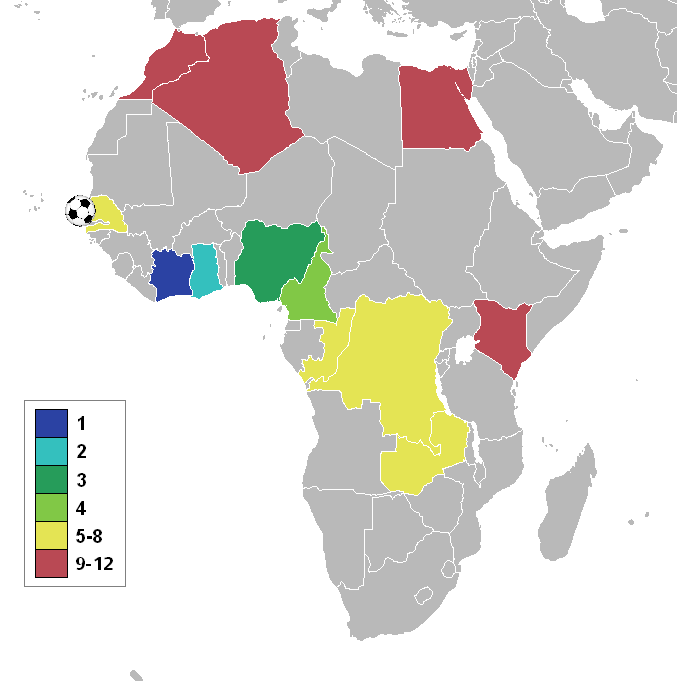
Kraje uczestniczące w mistrzostwach

- Algieria (obrońca tytułu)
- Egipt
- Ghana
- Kamerun
- Kenia
- Kongo
- Maroko
- Nigeria
- Senegal (gospodarz)
- Wybrzeże Kości Słoniowej
- Zair
- Zambia

## Faza grupowa

### Grupa A
| 12 stycznia 1992 | Nigeria · Siasia 13' · Keshi 89' | 2:1(1:1) | Senegal · Bocandé 36' | Stade Leopold Senghor, Dakar · Widzów: 60 000 · Sędzia: Nizar Watti, Syria |
|                  |                                  |          |                       |                                                                            |

| 14 stycznia 1992 | Kenia · Weche 89' (k) | 1:2(0:2) | Nigeria · Yekini 7', 15' | Stade Leopold Senghor, Dakar · Widzów: 5 000 · Sędzia: Kadry Abdelazim Egipt |
|                  |                       |          |                          |                                                                              |

| 16 stycznia 1992 | Senegal · Sané 46' · Bocandé 68' · Diagne 89' | 3:0(0:0) | Kenia | Stade Leopold Senghor, Dakar · Widzów: 50 000 · Sędzia: Yenog Omar, Kongo |
|                  |                                               |          |       |                                                                           |

| Miejsce | Drużyna | Mecze | Punkty | Zwyc. | Rem. | Por. | Bramki |
| ------- | ------- | ----- | ------ | ----- | ---- | ---- | ------ |
| 1       | Nigeria | 2     | 4      | 2     | 0    | 0    | 4-2    |
| 2       | Senegal | 2     | 2      | 1     | 0    | 1    | 4-2    |
| 3       | Kenia   | 2     | 0      | 0     | 0    | 2    | 1-5    |

### Grupa B
| 12 stycznia 1992 | Kamerun · Kana-Biyik 23' | 1:0(1:0) | Maroko | Stade Leopold Senghor, Dakar · Widzów: 60 000 · Sędzia: Lim Kee Chong Mauritius |
|                  |                          |          |        |                                                                                 |

| 14 stycznia 1992 | Maroko · Rokbi 89' | 1:1(0:0) | Zair · N’Gole 89' | Stade Leopold Senghor, Dakar · Widzów: 5 000 · Sędzia: Neji Jouini Tunezja |
|                  |                    |          |                   |                                                                            |

| 16 stycznia 1992 | Zair · Menayane 1' | 1:1(1:1) | Kamerun · Omam-Biyik 15' | Stade Leopold Senghor, Dakar · Widzów: 10 000 · Sędzia: Rachid Medjiba Algieria |
|                  |                    |          |                          |                                                                                 |

| Miejsce | Drużyna | Mecze | Punkty | Zwyc. | Rem. | Por. | Bramki |
| ------- | ------- | ----- | ------ | ----- | ---- | ---- | ------ |
| 1       | Kamerun | 2     | 3      | 1     | 1    | 0    | 2-1    |
| 2       | Zair    | 2     | 2      | 0     | 2    | 0    | 2-2    |
| 3       | Maroko  | 2     | 1      | 0     | 1    | 1    | 1-2    |

### Grupa C
| 12 stycznia 1992 | Wybrzeże Kości Słoniowej · A. Traoré 14' · Fofana 25' · Tiéhi 89' | 3:0(2:0) | Algieria | Stade Aline Sitoe Diatta, Ziguinchor · Widzów: 5 000 · Sędzia: Mohamed Hounnake-Kouassi Togo |
|                  |                                                                   |          |          |                                                                                              |

| 14 stycznia 1992 | Kongo | 0:0 | Wybrzeże Kości Słoniowej | Stade Aline Sitoe Diatta, Ziguinchor · Widzów: 5 000 · Sędzia: Rafhidi Ali Tanzania |
|                  |       |     |                          |                                                                                     |

| 16 stycznia 1992 | Algieria · Bouiche 44' | 1:1(1:1) | Kongo · Tchibota 6' | Stade Aline Sitoe Diatta, Ziguinchor · Widzów: 5 000 · Sędzia: Christopher Musaabi Uganda |
|                  |                        |          |                     |                                                                                           |

| Miejsce | Drużyna                  | Mecze | Punkty | Zwyc. | Rem. | Por. | Bramki |
| ------- | ------------------------ | ----- | ------ | ----- | ---- | ---- | ------ |
| 1       | Wybrzeże Kości Słoniowej | 2     | 3      | 1     | 1    | 0    | 3-0    |
| 2       | Kongo                    | 2     | 2      | 0     | 2    | 0    | 1-1    |
| 3       | Algieria                 | 2     | 1      | 0     | 1    | 1    | 1-4    |

### Grupa D
| 12 stycznia 1992 | Zambia · Bwalya 61' | 1:0(0:0) | Egipt | Stade Aline Sitoe Diatta, Ziguinchor · Widzów: 5 000 · Sędzia: Badara Sène Senegal |
|                  |                     |          |       |                                                                                    |

| 14 stycznia 1992 | Ghana · Abédi Pelé 64' | 1:0(0:0) | Zambia | Stade Aline Sitoe Diatta, Ziguinchor · Widzów: 5 000 · Sędzia: Naciri Abdelali Maroko |
|                  |                        |          |        |                                                                                       |

| 16 stycznia 1992 | Egipt | 0:1(0:0) | Ghana · Yeboah 89' | Stade Aline Sitoe Diatta, Ziguinchor · Widzów: 5 000 · Sędzia: Kiichiro Tachi Japonia |
|                  |       |          |                    |                                                                                       |

| Miejsce | Drużyna | Mecze | Punkty | Zwyc. | Rem. | Por. | Bramki |
| ------- | ------- | ----- | ------ | ----- | ---- | ---- | ------ |
| 1       | Ghana   | 2     | 4      | 2     | 0    | 0    | 2-0    |
| 2       | Zambia  | 2     | 2      | 1     | 0    | 1    | 1-1    |
| 3       | Egipt   | 2     | 0      | 0     | 0    | 2    | 0-2    |

## Ćwierćfinały
| 19 stycznia 1992 | Nigeria · Yekini 22' | 1:0(1:0) | Zair | Stade Leopold Senghor, Dakar · Widzów: 10.000 · Sędzia: Idrissa Sarr Mauritius |
|                  |                      |          |      |                                                                                |

| 19 stycznia 1992 | Kamerun · Ebongué 89' | 1:0(0:0) | Senegal | Stade Leopold Senghor, Dakar · Widzów: 35.000 · Sędzia: Kiichiro Tachi Japonia |
|                  |                       |          |         |                                                                                |

| 20 stycznia 1992 | Wybrzeże Kości Słoniowej · Sié 94' | 1:0 po dogrywce(0:0) | Zambia | Stade Leopold Senghor, Dakar · Widzów: 3.000 · Sędzia: Pierre Mounguegui Gabon |
|                  |                                    |                      |        |                                                                                |

| 20 stycznia 1992 | Ghana · Yeboah 29' · Abédi Pelé 57' | 2:1(1:0) | Kongo · Tchibota 52' | Stade Leopold Senghor, Dakar · Widzów: 15.000 · Sędzia: Ibrahim Faye Gambia |
|                  |                                     |          |                      |                                                                             |

## Półfinały
| 23 stycznia 1992                      | Wybrzeże Kości Słoniowej | 0:0 po dogrywce k. 3:1(0:0)            | Kamerun | Stade Leopold Senghor, Dakar · Widzów: 35.000 · Sędzia: Lim Kee Chong Mauritius |
|                                       |                          |                                        |         |                                                                                 |
|                                       |                          | Rzuty karne                            |         |                                                                                 |
| Sékana · M. Traoré · Yago · A. Traoré |                          | Makanaky · Ebwellé · Omam-Biyik · Bell |         |                                                                                 |

| 23 stycznia 1992 | Ghana · Abédi Pelé 43' · Polley 54' | 2:1(0:0) | Nigeria · Adepoju 11' | Stade Leopold Senghor, Dakar · Widzów: 30.000 · Sędzia: Neji Touini Tunezja |
|                  |                                     |          |                       |                                                                             |

## Mecz o 3 miejsce
| 25 stycznia 1992 | Nigeria · Ekpo 75' · Yekini 88' | 2:1(0:0) | Kamerun · Maboang 85' | Stade Leopold Senghor, Dakar · Widzów: 2.000 · Sędzia: Sinko Zeli Wybrzeże Kości Słoniowej |
|                  |                                 |          |                       |                                                                                            |

## Finał
| 26 stycznia 1992                                                                                             | Wybrzeże Kości Słoniowej | 0:0 po dogrywce k. 11:10                                                                              | Ghana | Stade Leopold Senghor, Dakar · Widzów: 60.000 · Sędzia: Badara Sène Senegal |
| |                          | |       |                                                                             |
| |                          | Rzuty karne                                                                                           |       |                                                                             |
| Aka · Hobou · Sékana · M. Traoré · Tiéhi · Gadji Celi · Kassy-Kouadio · Abouo · Maguy · Sié · Gouaméné · Aka |                          | Baffoe · Lamptey · Naawu · Asare · Yeboah · Manso · Armah · Aborah · Ampiah · Polley · Ansah · Baffoe |       |                                                                             |

## Strzelcy
4 gole
- Rashidi Yekini

3 gole
- Abédi Pelé

2 gole
- Pierre Tchibota
- Anthony Yeboah
- Jules Bocandé

| Zwycięzca Pucharu Narodów Afryki 1992 |
| ------------------------------------- |
| WKS Pierwszy tytuł                    |